# Marianela Szymanowski
Marianela Szymanowski Alonso (Buenos Aires, 31 luglio 1990) è una calciatrice argentina, centrocampista offensiva dello Standard Liegi.
È sorella minore di Alexander, anche lui calciatore professionista di ruolo centrocampista.

## Carriera

### Club
Szymanowski ha iniziato a giocare a calcio per il Rayo Ciudad Alcobendas Club de Fútbol de Madrid, dove ha giocato tra gli 11 e i 18 anni. In seguito ha firmato per l'Atlético Madrid, giocando prima nelle giovanili per essere in seguito aggregata alla prima squadra.
Nel 2011 ha subito un grave infortunio che l'ha tenuta ferma fino al 2013.
Dopo due anni Szymanowski lascia l'Atlético e firma per il Rayo Vallecano, con il quale debutta in UEFA Women's Champions League nell'edizione 2011-2012.
Dopo cinque stagioni si trasferisce al Valencia per giocare con la nuova maglia dalla stagione 2016-2017.
Durante la sessione estiva di calciomercato 2018 si è trasferita al Betis, dove rimane per due stagioni contribuendo a raggiongere la salvezza in entrambe, nella seconda anche prima della sospensione del campionato a causa delle restrizioni adottate per arginare la pandemia di COVID-19 in Spagna.
Alla ripresa della stagione viene annunciato il suo nuovo trasferimento, all'Espanyol, con il quale firma un contratto biennale.
Alla scadenza dei termini contrattuali decide di tornare a vestire la maglia del Rayo Vallecano, rimanendo legata alla squadra anche nella retrocessione in Primera Federación.
Nell'estate 2023 coglie l'occasione per disputare il suo primo campionato estero, firmando un contratto con il Pomigliano e giocare in Serie A, livello di vertice del campionato italiano di categoria dalla stagione entrante. Segna la sua prima rete il 27 aprile 2024, in occasione del pareggio per 2-2 contro la Sampdoria.
Con la rinuncia del club campano all'iscrizione al campionato di Serie B dopo la retrocessione, Szymanowski si trasferisce in Belgio, firmando un contratto con lo Standard Liegi.

### Nazionale
La sua unica partecipazione a un torneo ufficiale con la maglia della nazionale argentina risale alla Copa América di Ecuador 2014, dove marca una presenza condividendo con le compagne il quarto posto nel torneo. Dopo 7 anni viene richiamata in nazionale dal nuovo commissario tecnico Germán Portanova disputando tra il settembre e l'ottobre 2021 altri 3 incontri, tutti in amichevole.